# 「ひとりで生きられそう」って それってねぇ、褒めているの?/25歳永遠説
「「ひとりで生きられそう」って それってねえ、褒めているの?/25歳永遠説」（「ひとりでいきられそう」って それってねえ、ほめているの?／にじゅうごさいえいえんせつ）は、2019年6月5日にアップフロントワークス（hachamaレーベル）から発売された、日本の女性アイドルグループ・Juice=Juiceのメジャー12枚目（配信シングルを除く）のCDシングルである。

## 背景
- 宮崎由加のラスト参加シングル[6]。
- 「『ひとりで生きられそう』って それってねえ、褒めているの？」」のパート割りを一新、発売後に加入した新メンバーの工藤由愛・松永里愛も含めた8人で歌唱する「New Vocal Ver.」を収録した「通常盤C」を10月23日に追加でリリース[8][注釈 1]。工藤・松永にとっては初参加のシングルとなる。
  - 通常盤Cのリリースに先駆けて、「『ひとりで生きられそう』って それってねえ、褒めているの？(New Vocal Ver.)」が10月10日よりiTunesにて先行配信された[9]。

- 「25歳永遠説」のMVの一部は、宮崎の地元である石川県でロケ撮影された。

## リリース
当シングルは初回生産限定盤A・B・SP、通常盤A・B・Cの計6タイプが発売されており、すべての初回生産限定盤にはDVDが付属している。また、初回生産限定盤SPにはイベント抽選シリアルナンバーカードが封入されており、スペシャルイベントへの応募が可能である。通常盤A・Bには、トレーディングカード（通常盤A：「『ひとりで生きられそう』って それってねえ、褒めているの?」衣裳のソロ7種＋集合1種よりランダムにて1枚、通常盤B：「25歳永遠説」衣裳のソロ7種＋集合1種よりランダムにて1枚）が封入されている。

## 収録曲

### 初回生産限定盤A・B・SP、通常盤A・B
| #         | タイトル                                                                   | 作詞       | 作曲       | 編曲      | 時間  |
| --------- | -------------------------------------------------------------------------- | ---------- | ---------- | --------- | ----- |
| 1.        | 「『ひとりで生きられそう』って それってねえ、褒めているの?」               | 山崎あおい | 山崎あおい | 鈴木俊介  | 3:32  |
| 2.        | 「25歳永遠説」                                                             | 児玉雨子   | KOUGA      | KOUGA     | 4:18  |
| 3.        | 「『ひとりで生きられそう』って それってねえ、褒めているの?」(Instrumental) |            |            |           | 3:31  |
| 4.        | 「25歳永遠説」(Instrumental)                                               |            |            |           | 4:18  |
| 合計時間: | 合計時間:                                                                  | 合計時間:  | 合計時間:  | 合計時間: | 15:39 |

| #  | タイトル                                                                  | 作詞 | 作曲・編曲 | 時間 |
| -- | ------------------------------------------------------------------------- | ---- | ---------- | ---- |
| 1. | 「『ひとりで生きられそう』って それってねえ、褒めているの?」(Music Video) |      |            | 4:28 |

| #  | タイトル                    | 作詞 | 作曲・編曲 | 時間 |
| -- | --------------------------- | ---- | ---------- | ---- |
| 1. | 「25歳永遠説」(Music Video) |      |            | 7:55 |

| #  | タイトル                                                                      | 作詞 | 作曲・編曲 | 時間 |
| -- | ----------------------------------------------------------------------------- | ---- | ---------- | ---- |
| 1. | 「『ひとりで生きられそう』って それってねえ、褒めているの?」(Dance Shot Ver.) |      |            | 3:40 |
| 2. | 「25歳永遠説」(Dance Shot Ver.)                                               |      |            | 4:29 |

### 通常盤C
| #         | タイトル                                                                     | 作詞       | 作曲       | 編曲      | 時間  |
| --------- | ---------------------------------------------------------------------------- | ---------- | ---------- | --------- | ----- |
| 1.        | 「『ひとりで生きられそう』って それってねえ、褒めているの?」                 | 山崎あおい | 山崎あおい | 鈴木俊介  | 3:32  |
| 2.        | 「25歳永遠説」                                                               | 児玉雨子   | KOUGA      | KOUGA     | 4:18  |
| 3.        | 「『ひとりで生きられそう』って それってねえ、褒めているの?」(New Vocal Ver.) | 山崎あおい | 山崎あおい | 鈴木俊介  | 3:32  |
| 4.        | 「『ひとりで生きられそう』って それってねえ、褒めているの?」(Instrumental)   |            |            |           | 3:31  |
| 5.        | 「25歳永遠説」(Instrumental)                                                 |            |            |           | 4:18  |
| 合計時間: | 合計時間:                                                                    | 合計時間:  | 合計時間:  | 合計時間: | 19:11 |

## タイアップ
- 「ひとりで生きられそう」って それってねえ、褒めているの? - uhb 北海道文化放送(テレビ)「土曜プレゼンアワー」11月度エンディングテーマ[10]

## リリース日一覧
| 地域 | リリース日     | レーベル               | 規格                 | カタログ番号                       |
| ---- | -------------- | ---------------------- | -------------------- | ---------------------------------- |
| 日本 | 2019年06月05日 | hachama/UP-FRONT WORKS | マキシシングル+DVD   | HKCN-50610/1（初回生産限定盤A）    |
| 日本 | 2019年06月05日 | hachama/UP-FRONT WORKS | マキシシングル+DVD   | HKCN-50612/3（初回生産限定盤B）    |
| 日本 | 2019年06月05日 | hachama/UP-FRONT WORKS | マキシシングル+DVD   | HKCN-50614/5（初回生産限定盤SP）   |
| 日本 | 2019年06月05日 | hachama/UP-FRONT WORKS | マキシシングル       | HKCN-50616（通常盤A）              |
| 日本 | 2019年06月05日 | hachama/UP-FRONT WORKS | マキシシングル       | HKCN-50617（通常盤B）              |
| 日本 | 2019年06月05日 | hachama/UP-FRONT WORKS | ダウンロードシングル | HKCN-50616（AAC-LC）               |
| 日本 | 2019年06月05日 | hachama/UP-FRONT WORKS | ダウンロードシングル | HKCN-50616-HR（FLAC・96kHz/24bit） |
| 日本 | 2019年10月10日 | hachama/UP-FRONT WORKS | ダウンロードシングル |                                    |
| 日本 | 2019年10月23日 | hachama/UP-FRONT WORKS | マキシシングル       | HKCN-50629（通常盤C）              |

## 参加メンバー
- 宮崎由加[注釈 2]、金澤朋子、高木紗友希、宮本佳林、植村あかり
- 段原瑠々
- 稲場愛香
- 工藤由愛[注釈 3]、松永里愛[注釈 3]